# Байроновка
Байроновка — деревня в Тайшетском районе Иркутской области России. Входит в состав Березовского муниципального образования. Находится примерно в 8 км к юго-востоку от районного центра.

## Население
| 2002 | 2010 | 2011 | 2012 |
| ---- | ---- | ---- | ---- |
| 236  | ↘228 | ↘227 | ↗243 |

По данным Всероссийской переписи, в 2010 году в деревне проживало 228 человек (107 мужчин и 121 женщина).